# Paradirphia
Genre
Paradirphia est un genre de papillons de la famille des Saturniidae.

## Liste des espèces
Selon BioLib (18 janvier 2020) :
- Paradirphia andrei Brechlin & Meister, 2010
- Paradirphia anikae Brechlin & Meister, 2010
- Paradirphia antonia (Dognin, 1911)
- Paradirphia boudinoti Lemaire & Wolfe, 1990
- Paradirphia citrina (Druce, 1886)
- Paradirphia coprea (Draudt, 1930)
- Paradirphia frankae Brechlin & Meister, 2010
- Paradirphia fumosa (Felder, 1874)
- Paradirphia gabrielae Brechlin & Meister, 2010
- Paradirphia geneforti (Bouvier, 1923)
- Paradirphia hectori Brechlin & Meister, 2010
- Paradirphia herediana Brechlin & Meister, 2010
- Paradirphia hoegei (Druce, 1886)
- Paradirphia ibarrai Balcázar, 1999
- Paradirphia lasiocampina (Felder, 1874)
- Paradirphia latipunctata Lemaire, 1976
- Paradirphia leoni Brechlin & Meister, 2010
- Paradirphia lieseorum Brechlin & Meister, 2010
- Paradirphia manes (Druce, 1897)
- Paradirphia oblita (Lemaire, 1976)
- Paradirphia pararudloffi Brechlin & Meister, 2010
- Paradirphia peggyae Brechlin & Meister, 2010
- Paradirphia rectilineata Wolfe, 1994
- Paradirphia rudloffi Brechlin & Meister, 2008
- Paradirphia semirosea (Walker, 1855)
- Paradirphia talamancaia Brechlin & Meister, 2010
- Paradirphia valverdei Lemaire & Wolfe, 1990
- Paradirphia winifredae Lemaire & Wolfe, 1990

## Publication originale
- (en) Charles D. Michener, « New Genera and Subgenera of Saturniidae (Lepidoptera) », Journal of the Kansas Entomological Society, vol. 22, no 4,‎ octobre 1949, p. 142-147 (lire en ligne, consulté le 18 janvier 2020).